# Benyamin Nuss
Benyamin Nuss (* 20. Juni 1989 in Bergisch Gladbach) ist ein deutscher Pianist und Komponist.

## Leben
Als Sechsjähriger erhielt der Sohn des Posaunisten Ludwig Nuss und Neffe des Jazzpianisten Hubert Nuss seinen ersten Klavierunterricht und wurde in der Klavierwerkstatt von Viktor Langemann in Erftstadt gefördert. Ab 2004 wurde Nuss von dem Konzertpianisten Andreas Frölich in Bonn unterrichtet und wechselte 2006 als Jungstudent zu Ilja Scheps an die Musikhochschule Köln, Abteilung Aachen, wo er nach Beendigung des Abiturs sein Studium im Hauptfach Klavier fortsetzte. Darüber hinaus besuchte er Kurse bei Ragna Schirmer, Ilana Shapira-Marinescu und Anatol Ugorski. 2015 absolvierte Nuss in Aachen seinen Masterabschluss mit Auszeichnung.

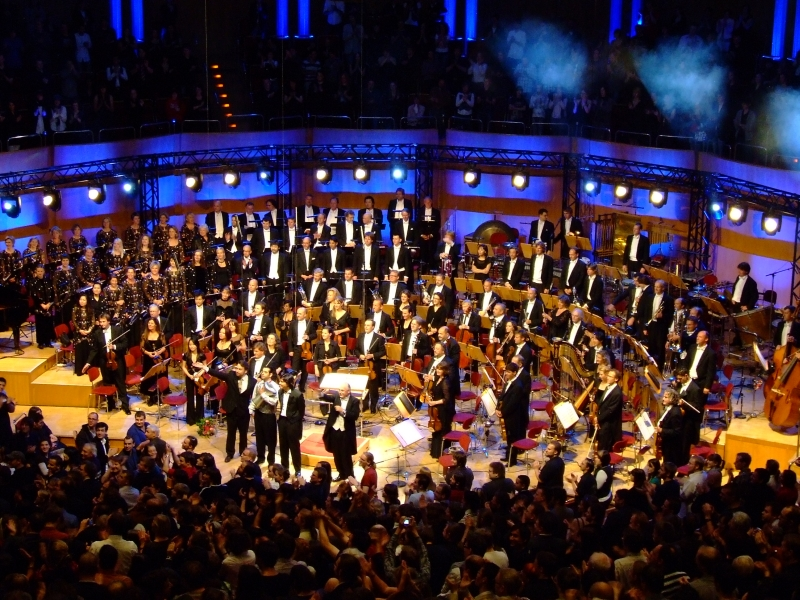
Symphonic Fantasies, WDR Rundfunkorchester, 14. September 2009 in der Philharmonie Köln

Seine Erfolge ermöglichten es Nuss, 2005 mit dem Landesjugendorchester NRW unter Hermann Bäumer das 1. Klavierkonzert von Ludwig van Beethoven aufzuführen. Außerdem führten ihn seine Konzerte in die Laeiszhalle und die Kölner Philharmonie. 2006 wurde er Stipendiat der Werner Richard – Dr. Carl Dörken Stiftung und gab Klavierabende sowie Konzerte mit Orchestern in NRW und mit den Warschauer Symphonikern. Im Herbst 2008 war er mit zwölf Konzerten als Solist im Zyklus „Best of NRW“ zu hören. Im Herbst 2009 trat er mit dem WDR Rundfunkorchester Köln auf, u. a. in dem Konzert „Symphonic Fantasies“, welches Videospielmusik des Herstellers Square Enix zum Thema hatte. Am 25. September 2010 gab er ein Solokonzert im Kulturzentrum „Tuchfabrik“ in Trier.
Am 19. September 2010 erschien bei der Firma Deutsche Grammophon sein Debütalbum Benyamin Nuss plays Uematsu, auf dem er die Werke des japanischen Videospielkomponisten Nobuo Uematsu auf dem Klavier interpretiert. Anschließend ging er mit diesem Album auf Tournee durch mehrere Länder, darunter Japan, wo er auch mit der Rhapsody in Blue von George Gershwin und dem Klavierkonzert von Maurice Ravel auftrat. Weitere Tourneen führten ihn nach China (2015) und in die USA (2016).
Am 10./11. November 2016 trat er mit dem Leipziger Gewandhausorchester unter Wayne Marshall in Leonard Bernsteins selten gespielter 2. Sinfonie für Klavier und Orchester (The Age of Anxiety) auf.
Benyamin Nuss ist auch als Jazzpianist tätig, so mit seinem eigenen Jazzquartet, dem Fries-Nuss-Quartett und in einem Trio zusammen mit seinem Vater Ludwig Nuss und dem Bassisten John Goldsby. Im Jahr 2017 präsentiert er erstmals sein Duo mit dem Mundharmonikaspieler, Produzent und Komponist Konstantin Reinfeld. Am 13. Oktober 2019 wurde Nuss zusammen Reinfeld mit dem Opus Klassik in der Kategorie Nachwuchskünstler Instrumental ausgezeichnet.

## Auszeichnungen
- 2003 – 2. Preis beim internationalen Duo-Festival Bad Herrenalb
- 2003 – Bernd-Alois-Zimmermann-Preis der Stadt Erftstadt
- 2004 – 1. Preis beim Bundeswettbewerb Jugend musiziert (Höchstpunktzahl) in der Wertung Duo: Klavier und ein Blechblasinstrument mit Bruder Jonathan Nuss
- 2005 – 1. Preis beim Bundeswettbewerb Jugend musiziert in der Solowertung Klavier
- 2005 – 1. Preis beim Steinway Wettbewerb in Hamburg
- 2006 – 2. Platz in der Altersgruppe 16–18 Jahre beim Rotary Klavierwettbewerb Jugend
- 2006 – 1. Preis beim Thürmer Wettbewerb in Bochum
- 2006 – 1. Preis beim  internationalen Wettbewerb „Prix amadéo de piano“ in den Niederlanden und Sonderpreis für beste Mozart-Interpretation
- 2006 – Beethoven Bonnensis Preis der Stadt Bonn
- 2008 – Stipendiat der Hochbegabtenförderung „Best of NRW“
- 2009 – exclusiv Universal recording artist
- 2019 – Opus Klassik, Kategorie „Nachwuchskünstler Instrumental“

## Diskografie

### Alben
- 2009 – Night Over Lake Tarawera, mit Ludwig Nuss, John Goldsby, Hans Dekker u. a.; Mons Records
- 2010 – Symphonic Fantasies; Decca Records
- 2010 – Benyamin Nuss Plays Uematsu, Solo-CD; Deutsche Grammophon
- 2012 – Exotica, Solo-CD; Deutsche Grammophon
  - mit Werken von Claude Debussy, Darius Milhaud, Heitor Villa-Lobos, Alberto Ginastera, Charles T. Griffes, Mili Balakirew, Alan Hovhaness, Alexandre Tansman, Martin Torp, Benyamin Nuss, Jonne Valtonen und Masashi Hamauzu
- 2013 – Masashi Hamauzu: Klavierwerke, Solo-CD; Monomusik
- 2014 – Masashi Hamauzu: Opus 4, Solo-CD mit Lisa Schumann und Kana Shirao; Mons Records
- 2015 – Masashi Hamauzu: Pianoschlacht Live, Solo-CD mit Hijiri Kuwano (Violine) und Takahiro Yuuki (Violoncello); Monomusik
- 2015 – Paul Juon: Silhouettes op. 9 und op. 43, Sieben kleine Tondichtungen op. 81, mit Malwina Sosnowski (Violine) und Rebekka Hartmann (Violine);  Musiques Suisses
- 2016 – Nikolai Kapustin: Works for Cello, mit Christine Rauh (Violoncello) u. a.; SWR Music
- 2017 – Benyamin Nuss and friends, Piano solo and chamber music works; PurrCat Music
- 2018 – Mia Brentano’s Hidden Sea. 20 Songs for 2 Pianos, mit Max Nyberg (2. Klavier); Mons Records
- 2018 – Songs and Ballads, mit Ludwig Nuss; PurrCat Music
- 2018 – Reinfeld-Nuss-Debüt mit Konstantin Reinfeld (Mundharmonika); ARS Produktion
- 2019 – Fantasy Worlds, Solo-CD; Neue Meister
- 2019 – Mia Brentano’s River of Memories: A Mystery Trip, mit Andy Miles (Klarinette), Hans Dekker (Drums) u. a.; Mons Records
- 2021 – Noriyuki Iwadare: Twelve Doors Tribute To Noriyuki Iwadare, mit Shauno Isomura, Wayô Records
- 2021 – Sakura: Spring!; Produktion des SWR, Genuin classics
  - mit Werken von Ludwig van Beethoven, Lili Boulanger, Masashi Hamauzu, Benyamin Nuss und Germaine Tailleferre, mit Malwina Sosnowski (Violine)
- 2022 – Frederic Rzewski: Piano Works, 2 CDs; Produktion des WDR Köln; Berlin Classics
  - North American Ballads, Mayn Yingele, The People United Will Never Be Defeated!
- 2022 – Mia Brentano’s Summerhouse: New Music for 2 Pianos, mit Billy Test (2. Klavier); Produktion des WDR Köln; Mons Records
- 2024 – Mia Brentano’s American Diary, mit dem Deutschen Filmorchester Babelsberg, Leitung Christian Köhler; Mons Records